# USS LST-323
O USS LST-323 foi um navio de guerra norte-americano da classe LST que operou durante a Segunda Guerra Mundial.